# Arkina
Arkina – przedsiębiorstwo z siedzibą w Szwajcarii, zajmujące się produkcją wody stołowej. 
Od 1921 roku pod tą marką butelkowano wodę pozyskiwaną ze źródła Prairie w uzdrowisku Yverdon-les-Bains (kanton Vaud), a od 2008 jest to woda słodka o niskiej mineralizacji (464,5 mg/l) z Rhäzüns w kantonie Gryzonia.